# Bernstorffsvej
Bernstorffsvej er en vej i Gentofte Kommune, der løber fra Lyngbyvej og slutter i Femvejen, hvor Vilvordevej, Ordrupvej og Jægersborg Allé udspringer. Vejen er anlagt 1770.

## Historie
I 1752 overtog J.H.E. Bernstorff Jægersborg fasangård, der herefter fik navnet Bernstorff. Det senere Bernstorff Slot videreførte navnet fra 1759. J.H.E. Bernstorff var landboreformernes fortaler og de store vejreformers drivkraft. Bernstorffsvej blev anlagt 1770 som snorlige vej efter samme princip som Kongevejen fra Vibenshus Runddel mod Hørsholm (Lyngbyvejen). Vejen er planlagt af Jean Marmillod fra Frankrig.

## Væsentlige bygninger
- Nr. 4: Villa fra 1934 af August J. Nielsen
- Nr. 6: Arkitekt August J. Nielsens eget hus (1935, nu helt ombygget)
- Nr. 11: Funkisvilla (1937/38 af arkitekt Holger Blytman, tilføjelser ved arkitekt Mogens Lassen 1944)
- Nr. 17: Villa i jernbeton, udført som prøvehus for Dansk Cement Central (1931 af Frits Schlegel, fredet 1996)
- Nr. 20: Sankt Lukas Stiftelsen (1929-31 af Valdemar Birkmand og Aage Rafn)
- Nr. 23: Villa for ingeniør Th. Gjerstrup (1934 af Oscar Gundlach-Pedersen)
- Nr. 27: Gulstensvilla for lensgreve Christian Albrecht Frederik Lerche-Lerchenborg (1938 af Tyge Hvass)
- Nr. 30C: Landsted for skibsreder Arne Schmiegelow, nu Vietnams Ambassade (1929-30 af Curt von Lüttichau og Alfred Skjøt-Pedersen, grunden senere udstykket)
- Nr. 31: Funkisvilla (1932 af August J. Nielsen)
- Nr. 33: Villa (1934 af August J. Nielsen, vinduer mm. ændret)
- Nr. 39: Funkisvilla (1932 af Einar Rosenstand)
- Nr. 41: Præmieret villa (1932 af Hans Dahlerup Berthelsen, siden helt ombygget)
- Nr. 52: Nybarok villa (1919 af Lars Jensen, grunden senere udstykket)
- Nr. 54: Rygaards Skole, tidligere Sct. Michael Stiftelsen og opr. bondegården Rygård (bl.a. 1886 af Vilhelm Tvede, 1934-35 af Alf Cock-Clausen, 1955 af Alf og Søren Cock-Clausen)
- Nr. 55-65: Boligejendommen Bernstorffshus opført for snedkermester Lützhøft Christiansen (1936-37 af Tyge Mollerup, vinduer ændret)
- Nr. 56: Sankt Therese Kirke, katolsk kirke (1934-35 af Alf Cock-Clausen)
- Nr. 66: Villa for overretssagfører Stæhr (1927 af Jesper Tvede)
- Nr. 73: Helleruplund Kirke (1955-56 ved Arthur Wittmaack & Vilhelm Hvalsøe)
- Nr. 93B-C: To præmierede modernistiske villaer opført af Vilhelm Lauritzen til sig selv og til sin søn og svigerdatter (1956-57)
- Nr. 95: Heslegård, tidligere proprietærgård, ejet af W.C.E. Sponneck. Anlægget fik sit nuv. udseende 1920 under overretssagfører Lauritz Zeuthen af arkitekterne Therkel Hjejle og Niels Rosenkjær
- Nr. 98: Den tidligere bondegård Helleruplund (1891 af H.P. Ditlefsen)
- Nr. 128: Nybarok villa opført for instrumentmager Søegren (1917 af Aage Bugge)
- Nr. 134: Bernstorffsvej Station
- Nr. 159: Gentofte Brandstation (1938 af Thorvald Jørgensen og Kai Rasmussen)
- Nr. 161: Gentofte Rådhus (1934-36 af Thorvald Jørgensen med senere udvidelser)